# آندژی کورلویچ
آندژی کورِلـِـویچ (لهستانی: Andrzej Roman Kurylewicz؛ Polish: [ˈandʐɛj kurɨˈlɛvit͡ʂ]؛ ۲۴ اکتبر ۱۹۳۲ – ۱۲ آوریل ۲۰۰۷) موسیقی‌دان، ترانه‌سرا، رهبر ارکستر، نوازنده پیانو، ترومبون و ترومپت اهل لهستان بود.
او هرگز به حزب کارگران متحد لهستان ملحق نشد و نخستین موسیقی‌دان لهستانی بود که از پشت پرده آهنین موفق شد در سال ۱۹۵۷ میلادی برندهٔ جایزهٔ نخستِ «جشنوارهٔ جاز اشتوتگارت» شود.
وی در طول دوران حرفه‌ای خود برندهٔ جوایز و افتخارات گوناگونی شد که از میان آنها می‌توان به جایزه ایتالیا (۱۹۸۱)، نشان درجهٔ ۱ افتخار شایستگی جمهوری فدرال آلمان (۲۰۰۱) و نشان افتخار تولد لهستان (پس از مرگ در سال ۲۰۰۷) اشاره کرد.
از فیلم‌ها یا مجموعه‌های تلویزیونی که وی در آن‌ها نقش داشته است، می‌توان به حقیقت و سرنوشت‌های لهستانی اشاره نمود.